# Persone di nome Lea
| Questa pagina contiene informazioni ricavate automaticamente dalle voci biografiche con l'ausilio del template Bio e di un bot. L'aggiornamento è periodico e automatico e ricostruisce completamente la pagina. Se manca una persona in questa lista, sei pregato di non aggiungerla, ma accertati piuttosto che la sua voce biografica contenga il template Bio e che i dati anagrafici siano correttamente compilati. Se il template Bio manca, inseriscilo tu stesso o, in alternativa, metti l'avviso {{tmp\|Bio}} che ne segnala la mancanza. Se i dati riportati sono sbagliati, correggi direttamente la voce biografica; le modifiche saranno visibili in questa lista entro pochi giorni. Per chiarimenti vedi il progetto antroponimi. La lista contiene solo le 53 persone che sono citate nell'enciclopedia e per le quali è stato implementato correttamente il template Bio. Pagina aggiornata al 22 lug 2025. |

Questa è una lista di persone presenti nell'enciclopedia che hanno il nome Lea, suddivise per attività principale.

## Artiste(2)
- Lea Ahlborn, artista svedese (Stoccolma, n. 1826 - Stoccolma, † 1897)
- Lea Ignatius, artista finlandese (Helsinki, n. 1913 - Lohja, † 1990)

## Attiviste(1)
- Lea Ackermann, attivista tedesca (Völklingen, n. 1937 - Treviri, † 2023)

## Attrici(11)
- Lea DeLaria, attrice e cantante statunitense (Belleville, n. 1958)
- Lea Deutsch, attrice croata (Zagabria, n. 1927 - Auschwitz, † 1943)
- Lea Drinda, attrice tedesca (Jena, n. 2001)
- Lea Giunchi, attrice italiana (Cervia, n. 1884 - Milano, † 1938)
- Lea Karen Gramsdorff, attrice italiana (Lecco, n. 1974)
- Lea Lander, attrice tedesca (Berlino, n. 1936)
- Lea Massari, attrice e modella italiana (Roma, n. 1933 - Roma, † 2025)
- Lea Michele, attrice, cantante e ballerina statunitense (New York, n. 1986)
- Lea Padovani, attrice italiana (Montalto di Castro, n. 1923 - Roma, † 1991)
- Lea Thompson, attrice e regista statunitense (Rochester, n. 1961)
- Lea van Acken, attrice tedesca (Lubecca, n. 1999)

## Attrici pornografiche(1)
- Lea Lexis, attrice pornografica rumena (Costanza, n. 1988)

## Calciatrici(1)
- Lea Schüller, calciatrice tedesca (Tönisvorst, n. 1997)

## Cantanti(1)
- Lea Sirk, cantante slovena (Capodistria, n. 1989)

## Cestiste(5)
- Lea Debeljak, cestista slovena (Lubiana, n. 2001)
- Lea Hakala, ex cestista finlandese (Helsinki, n. 1960)
- Lea Jagodič, ex cestista slovena (Celje, n. 1991)
- Lea Mersch, ex cestista tedesca (Paderborn, n. 1987)
- Lea Miletić, cestista croata (Fiume, n. 1995)

## Contralti(1)
- Lea Ivanova, contralto e cantante bulgara (Dupnica, n. 1923 - Sofia, † 1986)

## Critiche d'arte(1)
- Lea Vergine, critica d'arte e saggista italiana (Napoli, n. 1936 - Milano, † 2020)

## Filosofe(1)
- Lea Ypi, filosofa e scrittrice albanese (Tirana, n. 1979)

## Fondiste(1)
- Lea Fischer, fondista svizzera (n. 1998)

## Germaniste(1)
- Lea Ritter Santini, germanista, filologa e critica letteraria italiana (Rimini, n. 1928 - Münster, † 2008)

## Giocatrici di football americano(1)
- Lea Kaszas, giocatrice di football americano canadese (n. 1983)

## Giornaliste(2)
- Lea Melandri, giornalista, attivista e saggista italiana (Fusignano, n. 1941)
- Lea Schiavi, giornalista italiana (Borgosesia, n. 1907 - † 1942)

## Nuotatrici(4)
- Lea Boy, nuotatrice tedesca (n. 2000)
- Lea Anna Krajčovičová, nuotatrice artistica slovacca (n. 2007)
- Lea Maurer, ex nuotatrice statunitense (Yonkers, n. 1971)
- Lea Polonsky, nuotatrice israeliana (Haifa, n. 2002)

## Pistard(2)
- Lea Friedrich, pistard tedesca (Dassow, n. 2000)
- Lea Lin Teutenberg, pistard e ciclista su strada tedesca (Mettmann, n. 1999)

## Pittrici(1)
- Lea Mrázová, pittrice e traduttrice slovacca (Moštenica, n. 1906 - Bratislava, † 1995)

## Politiche(1)
- Lea Wermelin, politica danese (Rønne, n. 1985)

## Sante(1)
- Lea di Roma, santa romana (Ostia, † 384)

## Sciatrici alpine(3)
- Lea Dabič, ex sciatrice alpina slovena (Bohinj, n. 1981)
- Lea Ribarič, sciatrice alpina slovena (Škofja Loka, n. 1974 - Kamnik, † 1994)
- Lea Sölkner, ex sciatrice alpina austriaca (Bad Aussee, n. 1958)

## Scrittrici(2)
- Zietta Liù, scrittrice e giornalista italiana (Pisa, n. 1900 - Napoli, † 1987)
- Lea Quaretti, scrittrice italiana (Rigoso, n. 1912 - Vicenza, † 1981)

## Scultrici(1)
- Lea D'Avanzo, scultrice italiana (Padova, n. 1898 - Segrate, † 1975)

## Siepiste(1)
- Lea Meyer, siepista e mezzofondista tedesca (n. 1997)

## Skeletoniste(1)
- Lea Ann Parsley, ex skeletonista statunitense (n. 1968)

## Tenniste(3)
- Lea Antonoplis, ex tennista statunitense (West Covina, n. 1959)
- Lea Bošković, tennista croata (Zagabria, n. 1999)
- Lea Pericoli, tennista, conduttrice televisiva e telecronista sportiva italiana (Milano, n. 1935 - Milano, † 2024)

## Traduttrici(1)
- Lea Goldberg, traduttrice e scrittrice israeliana (Königsberg, n. 1911 - Gerusalemme, † 1970)

## Wrestler(1)
- Kelani Jordan, wrestler e ex ginnasta statunitense (Boynton Beach, n. 1998)

## Senza attività specificata(1)
- Lea Garofalo, italiana (Petilia Policastro, n. 1974 - Milano, † 2009)